# الساكن عهامة (المسيمير)

تعديل مصدري - تعديل

الساكن عهامة هي إحدى قرى عزلة المسيمير بمديرية المسيمير التابعة لمحافظة لحج، بلغ تعداد سكانها 78 نسمة حسب تعداد اليمن لعام 2004.